# ولكن شيئا ما يبقى (فلم)
ولكن شيئا ما يبقى  فيلم دراما مصري للمخرج محمد عبد العزيز  عام 1984 كتب السيناريو والحوار أحمد صالح  عن قصة الروائي المصري فتحي أبو الفضل الصادرة عام 1982 تحت نفس العنوان. الفيلم من بطولة محمود عبد العزيز ومديحة كامل ونورا وسعيد صالح، وتدور الأحداث حول الشاب المحتال عزيز وعشيقته ومحاولاتهم للعيش بالتحايل والكذب على الجميع.
صدر الفيلم إلى دور العرض المصرية في 27 أغسطس 1984.
منح موقع قاعدة بيانات الأفلام العربية «السينما.كوم» الفيلم درجة 6.1/ 10.
منح موقع قاعدة بيانات الأفلام على الإنترنت (IMDB) الفيلم درجة 5.5/ 10.

## طاقم التمثيل
محمود عبد العزيز: في دور عزيز محمد مطر
مديحة كامل: في دور زينات (عشيقة عزيز)
نورا: في دور منى محمد عبد الرحيم
سعيد صالح: في دور شفيق (ابن زوجة والد منى)
علي الشريف: في دور بائع الفاكهة
نادية عزت: في دور شفيقة (زوجة والد منى)
سامي عطايا: في دور عثمان رمزي (المحامي)
سامي العدل: في دور منصور علوان (مستأجر الشقة المفروشة)
قدرية كامل: في دور أمينة (مربية منى)
إبراهيم قدري: في دور عم منصور (حارس المدرسة)
أمل إبراهيم: في دور سيدة سيارة الأجرة
آمال دياب: في دور تيتي توفيق
نادية شمس الدين: في دور قروية بعزبة منى
حللي محمد: في دور سائق سيارة منى
علية علي: في دور سيدة الجمعية الاستهلاكية
شكري منصور: في دور القاضي
أحمد أبو عبية: في دور الحاج زيدان (خولي عزبة منى)
مصطفى كمال: في دور طبيب الولادة
الهامي حسين: في جور طبيب أمراض النساء
بالاشتراك مع: محمد أبو حشيش.

## أحداث الفيلم
يقيم عزيز مطر (محمود عبد العزيز) وعشيقته زينات (مديحة كامل) منذ 6 سنوات في شقة صغيرة، فوق سطح أحد المباني بحارة شعبية، ويقومون بعمليات نصب صغيرة بعد مغافلة المارة، والشهادة الزور في المحاكم. يذهب عزيز ليشهد زورا بالمحكمة لصالح ابن بائع الفاكهة (علي الشريف)، وهناك يتابع قضية منى عبد الرحيم (نورا)، ومستأجر شقتها المفروشة، منصور علوان (سامي العدل)، ويعرف أن منى تمتلك 3 عمارات كبيرة ومزارع فاكهة وإنها يتيمة وغير متزوجة، وإنها معاقة بقدمها اليسرى وتسير متكئة على عصا. يقرر عزيز النصب على منى مستغلاً إعتداء الساكن عليها خارج المحكمة، بعد أن كسبت القضية، ويسارع بالدفاع عنها ويعرض عليها توصيلها بسيارته الفارهة، بعد أن غاب سائقها عبد الفتاح (حللي محمد). يتحدث عزيز مع منى، بعد أن حصل على بعض معلومات من المحكمة، عن والدها الذي كان له فضل كبير على والده التاجر، وأنقذه من الإفلاس، وأنه يتمنى أن يخدمها، ويقترح أن يقوم بزيارتها بصحبة شقيقته الوحيدة. يتمكن عزيز من إقناع عشيقته زينات، بأن تدعي أنها شقيقته، ويقومون بزيارة منى وحمايتها من شفيق (سعيد صالح)، ابن زوجة أبيها شفيقة (نادية عزت)، التي طلقها قبل موته. كما كان ناظر عزبتها، الحاج زيدان (أحمد أبو عبية) يسرقها أيضا، فتدخل عزيز وتولى شحن الفاكهة للأسواق، وحماية أموال منى دون مقابل، حتى اطمأنت له وتعلقت به وأحبته، وهنا تتدخل زينات، حسب الخطة، لتخبر منى، أن عزيز حصل على عقد عمل بالكويت، وسوف يغادر.
القاهرة وتلحق هي به بعد ذلك، ولم تتحمل منى ابتعاد عزيز عنها، تعرض منى على عزيز أن يتولى لإدارة أعمالها، وينتهزعزيز الفرصة ويخبرها أنه يحبها، ولأنه غير كفأ لها ماديا، فقد قرر السفر، وتسارع منى بقبول الزواج منه. تقيم زينات معهم في البيت الكبيرة، وترافقهم في الإقامة بالعزبة.
يعمل عزيز على وضع حبوب منع الحمل لمنى في الشراب، حتى لا تنجب، ريثما يتمكن من الحصول على توكيل عام رسمي من منى لإدارة إملاكها، لكي يستولي على ثروتها ويرحل مع زينات. تكتشف منى أنها مصابة بعيب خلقي يمنعها من الحمل، ويسعد عزيز لهذا الخبر. ينشغل عزيز بعمله وبمنى، عن زينات، التي تأكل الغيرة قلبها. يحاول شفيق التقرب من زينات ليعرف تاريخ شقيقها عزيز، وتستغل زينات الموقف لإثارة غيرة عزيز. تقوم منى بتحرير توكيل عام رسمي لعزيز لإدارة أملاكها، ولكن بعد فوات الآوان، فقد أحبها عزيز، فأخفى عن زينات حصوله على التوكيل. وعندما تكتشف زينات ما يحدث، يقرر عزيز قطع علاقته بها ولكن زينات تخبره أنها حامل، فلم يصدقها ويعترف لمنى بالحقيقة ويعيد لها التوكيل ويعدها بإرسال ورقة الطلاق ثم يرحل.
يصبح عزيز مشتت الفكر بين زينات ومعها إبنه، وبين منى ومعها قلبه، وعندما يعلم أن زينات بالمستشفى تضع مولودها مبكراً، يسارع إليها ليجد منى، التي استنجدت بها زينات، وتطلب منه مقابلة زينات قبل دخولها غرفة العمليات. يلتقي عزيز بزينات قبل ولادتها ويبثها حبه، ويعلنها انها زوجته أمام الله، وأن جنينها هو إبنه. تموت زينات أثناء الولادة وتترك طفلة جميلة، يقوم عزيز برعايتها مع منى.

## روابط خارجية
- مقالات تستعمل روابط فنية بلا صلة مع ويكي بيانات
- ولكن شيئا ما يبقى على موقع الدهليز
- ولكن شيئا ما يبقى على موقع كاروهات

https://letterboxd.com/film/wlakena-shayan-ma-yabqa/ ولكن شيئا ما يبقى (فيلم)
https://www.themoviedb.org/movie/657676?language=ar-SA ولكن شيئا ما يبقى (فيلم)